# Gdyel
Gdyel en algérien, puis en arabe : (قديل), anciennement Castellum Tingitanum à l'époque romaine, est une commune de la wilaya d'Oran, dans le nord-ouest de l'Algérie.

## Géographie
| Mer Méditerranée | Sidi Benyebka | Sidi Benyebka  |
| Mer Méditerranée | Gdyel         | Hassi Mefsoukh |
| Hassi Ben Okba   | Ben Freha     | Ben Freha      |

La commune de Gdyel est desservie par la route nationale 11 : RN11 (Route d'Oran).

## Toponymie
L'origine du nom Gdyell vient du berbère : Agdil ou Agdal (en tamazight: Agdal ⴰⴳⴷⴰⵍ , en écriture libyque GDL ⴳⴷⵍ) qui signifie : jardin ou pâturage gardé.

## Environnement

### Zones humides

#### Lac de Télamine
Cette zone humide accueille en hiver de nombreux oiseaux d'eau, par exemple le Canard pilet, le Canard souchet, le Canard siffleur, le Canard tadorne, la Sarcelle d'hiver, l'Outarde canepetière et toute une série de Limicoles.
Au sud du lac de Télamine, le petit lac salé de Bou Fatis peut héberger les mêmes espèces.

## Histoire
Le village centre est une des 39 colonies agricoles constituées en vertu du décret de l'Assemblée nationale française du 19 septembre 1848. Il est constitué sur un territoire de 4 686 ha sous le nom de Saint-Cloud. Aussi sous le nom de Castellum Tingitanum à l'époque romaine. C'est là que furent installés les arrivants du premier convoi de colons d'octobre 1848.

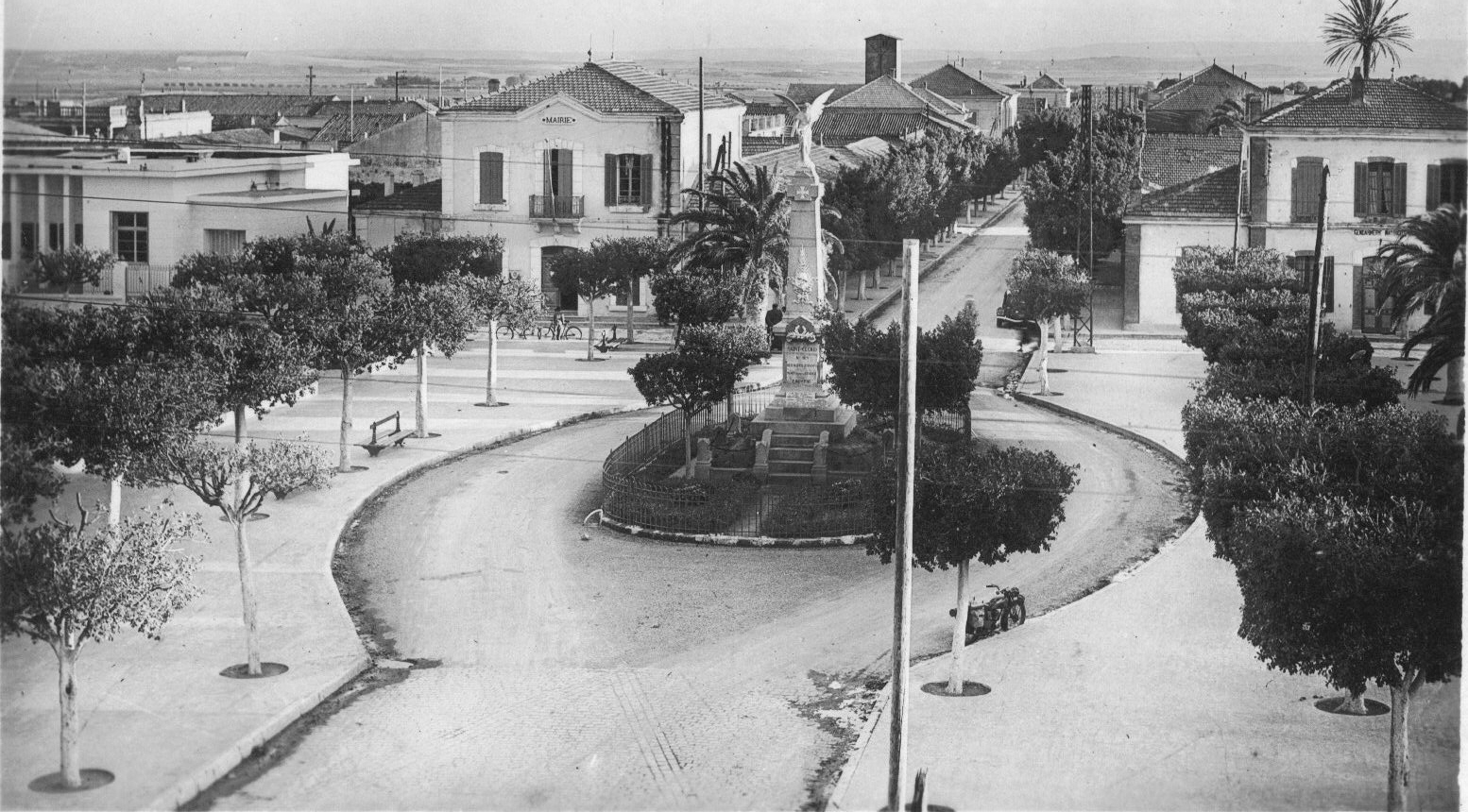
Place Saint Cloud, Algérie (période coloniale).

Napoléon III signa un décret, le 31 décembre 1856, érigeant le centre de Gdyel en commune de plein exercice. En 1857, elle comprenait aussi les annexes de El Maghoun (Sainte-Léonie) (rattachée en 1872 à Arzew), Sidi Benyebka, Hassi Mefsoukh (Renan) et Kristel.

### Histoire postale
En 1846, une ordonnance de Louis-Philippe déclare la création de la commune de Saint-Cloud. La petite histoire raconte que ce nom fut donné en raison de l'existence, sur place, d'un magasin nommé "A la ville de Saint-Cloud" . Dans les années 1860, elle bénéficia de services postaux pour lesquels les cachets d'affranchissement illustrent ces différentes dénominations :
- Oblitération par losange petits chiffres 3755 (Gudiel) et 3794 (Saint-Cloud d'Algérie) ;
- Oblitération par losange gros chiffres 5033 (Gudiel) et 5059 (Saint-Cloud d'Algérie).

## Époque de l'Algérie indépendante

### Émeutes de Gdyel
Des émeutes ont éclaté dans cette ville en mars et avril 2008. Elles ont fait suite à une révolte contre le chômage et la montée des prix. Plusieurs condamnations ont été prononcées.

## Galerie

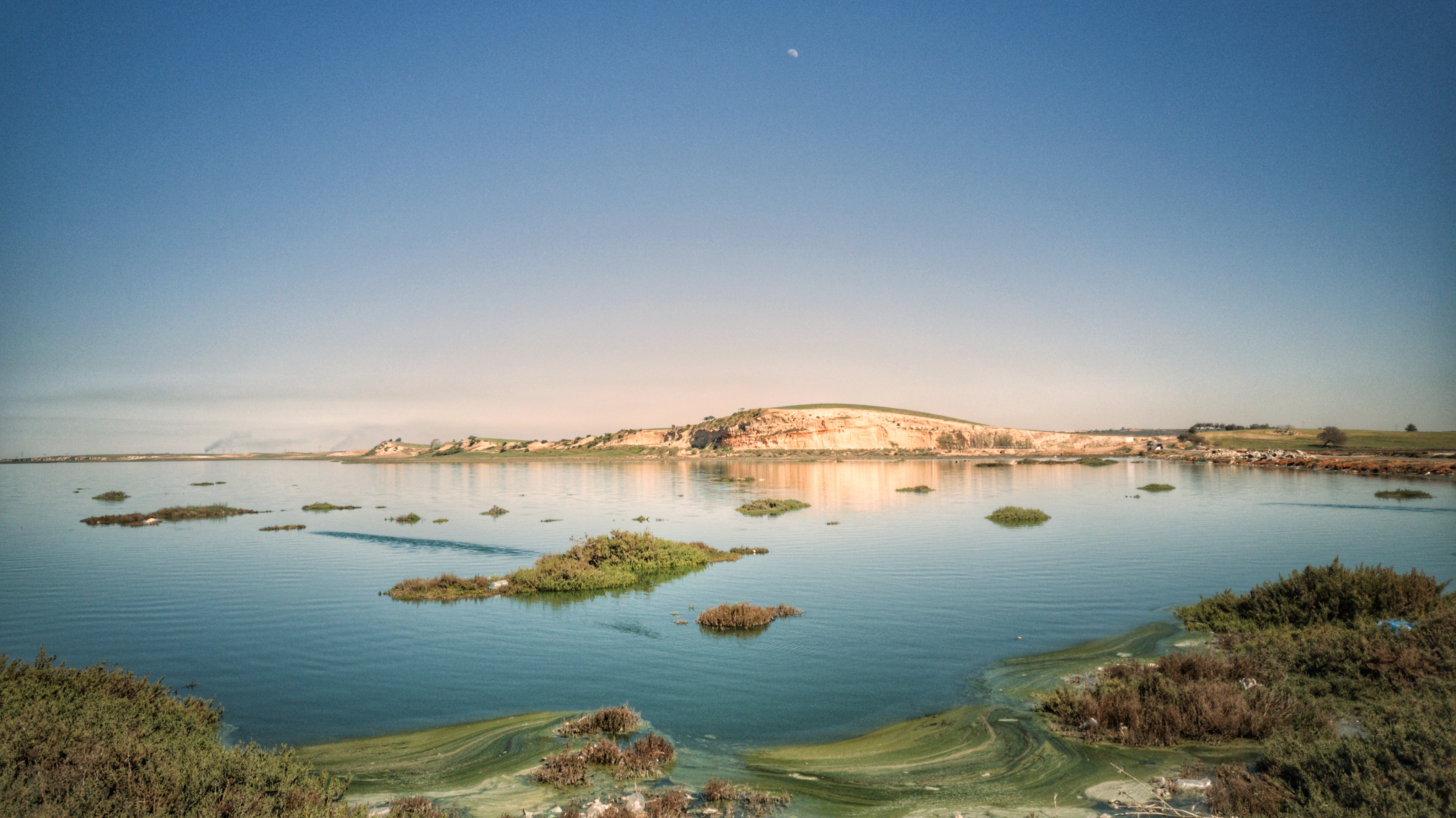
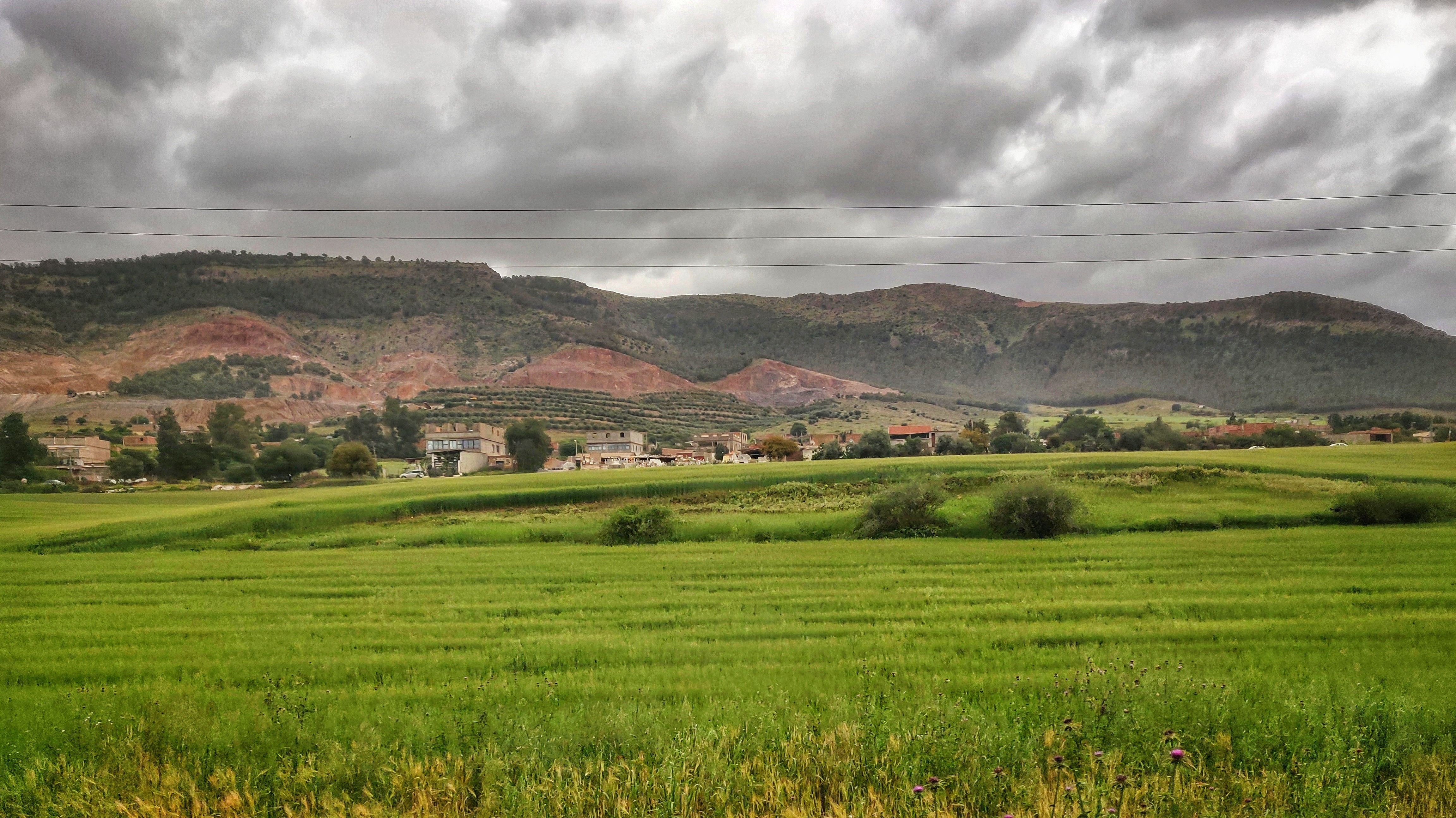

## Administration et politique
| Période | Période | Identité          | Étiquette | Qualité |
| ------- | ------- | ----------------- | --------- | ------- |
| 2012    | 2017    | Dadi Abdelilah    | PEP       | P/APC   |
| 2007    | 2012    | Mimoun Boumediene | RND       | P/APC   |
| 2017    | 2022    | Kaouda Said       | FLN       | P/APC   |